# Буховецька сільська рада
| Буховецька сільська рада — колишній орган місцевого самоврядування у Бобринецькому районі Кіровоградської області з адміністративним центром у с. Буховецьке. Сільській раді були підпорядковані населені пункти: - с. Буховецьке - с. Маковіївка |

## Склад ради
Рада складалася з 12 депутатів та голови.

### Керівний склад ради
| ПІБ                       | Основні відомості                                                                       | Дата обрання | Дата звільнення |
| ------------------------- | --------------------------------------------------------------------------------------- | ------------ | --------------- |
| Унтілов Григорій Іванович | Сільський голова, 1946 року народження, освіта, безпартійний                            | 26.03.2006   | 31.10.2010      |
| Собко Людмила Миколаївна  | Сільський голова, 1959 року народження, освіта середня спеціальна, член Партії регіонів | 31.10.2010   |                 |

Примітка: таблиця складена за даними джерела

## Населення
Згідно з переписом УРСР 1989 року чисельність наявного населення сільської ради становила 754 особи, з яких 358 чоловіків та 396 жінок.
За переписом населення України 2001 року в сільській раді мешкало 705 осіб.

### Мова
Розподіл населення за рідною мовою за даними перепису 2001 року:
| Мова       | Відсоток |
| ---------- | -------- |
| українська | 97,02 %  |
| молдовська | 1,70 %   |
| російська  | 1,28 %   |